# كأس أيرلندا الشمالية 1985–86
كأس أيرلندا الشمالية 1985–86 (بالإنجليزية: 1985–86 Irish Cup)‏ هو موسم من كأس أيرلندا. كان عدد الأندية المشاركة فيه 30، وفاز فيه غلينتوران.

## النهائي
| غلينتوران | 2 – 1 | نادي كوليرين |
| --------- | ----- | ------------ |
|           | تقرير |              |